# Fernando Mario Chávez Ruvalcaba
Fernando Mario Chávez Ruvalcaba (ur. 30 listopada 1932 w Zacatecas, zm. 15 września 2021 tamże) – meksykański duchowny rzymskokatolicki, w latach 1999–2008 biskup Zacatecas.

## Życiorys
Święcenia kapłańskie przyjął 23 grudnia 1961. 20 stycznia 1999 został prekonizowany biskupem Zacatecas. Sakrę biskupią otrzymał 20 marca 1999. 8 października 2008 przeszedł na emeryturę.